# Гобустан (город)
Гобуста́н (азерб. Qobustan) — город (с 2008 года) в Азербайджане, административный центр Гобустанского района. До 25 апреля 2008 года назывался Мараза (азерб. Mərəzə). Гобустан расположен к востоку от Шемахи, в 101 км от столицы Азербайджана.

## Население
Согласно этнографическим материалам конца XIX века, Гобустан (Мараза) был русским поселением. Население города составляет 7 100 человек.

## История
Согласно одиннадцатому выпуску «Сборника материалов для описания местностей и племен Кавказа» (1891 год) в селе "Маразы" в 1886 году проживало 1 612 человек, в основном — русских.
В 1920—1930 и в 1943—1960 годах являлся центром Маразинского района Азербайджанской ССР. Затем административный центр сельского и поселкового совета в Шемахинском районе. Со дня образования Гобустанского района является его административным центром.
Статус посёлка городского типа имел с 1968 года. С апреля 2008 года — город. Тогда же название Мараза изменено на Гобустан.
Уроженец Маразы — легендарный нефтяник Михаил Каверочкин.

## Культура
Основной деятельностью населения с древних времен было ковроткачество. Местные ковры "Мараза", "Чуханлы", "Чемчемли" относятся к Ширванской школе ковроткачества. 
- Гобустанские ковры

## Достопримечательности
В городе расположен Мавзолей Дири Баба, построенный в 1402 году.  Это двухэтажный мавзолей-мечеть, который расположен напротив старого кладбища. На стене высечен поминальный текст, в котором упоминается имя ширваншаха — Шейха Ибрагима I. Отделяет один этаж от другого — декоративный ярус с надписью, как бы опоясывающий здание. Мавзолей примыкает вплотную к скале, в массиве которой вырезан грот. Это и есть место захоронения святого. Сюда ведет узкий ход в северной стене.
- Мавзолей Дири Баба